# HTC Snap
De HTC Snap is een smartphone die geproduceerd is door HTC uit Taiwan. De HTC Snap heeft een QWERTY- of AZERTY-toetsenbord dat niet uitgeklapt hoeft te worden. Het toestel heeft geen touchscreen en draait op Windows Mobile 6.1 Standard. Een upgrade naar Windows Mobile 6.5 is mogelijk. Sinds juni 2009 is de HTC Snap verkrijgbaar.

## Specificaties
De volgende specificaties zijn afkomstig van de website van de fabrikant:
- Scherm: 2,4"-tft/lcd 320x240
- Geheugen: 256 MB ROM, 192 MB RAM, microSD-slot
- Processor: Qualcomm MSM7225 (528 MHz)
- Camera: 2,0 megapixel
- Netwerken: GSM, GPRS, EDGE, HSDPA, gps
- Connectiviteit: Bluetooth, wifi en HTC ExtUSB
- Grootte: 116,5 x 61,5 x 12 mm
- Gewicht: 120 gram
- Batterij: 1500 mAh (Li-ion)
- QWERTY- of AZERTY-toetsenbord (4 rijen)
- Trackball met Enterknop
- Audio: AAC, AAC+, eAAC+, AMR, AWB, QCP, MP3, WMA, WAV, MIDI
- Video: WMV, ASF, MP4, 3GP, 3G2, M4V, AVI